# Kunbir carinata
Kunbir carinata är en skalbaggsart som först beskrevs av Maurice Pic 1928.  Kunbir carinata ingår i släktet Kunbir och familjen långhorningar. Inga underarter finns listade i Catalogue of Life.